# Лессиг, Всеволод Михайлович
Всеволод Михайлович Лессиг (род. 1 января 1933 , Ленинград, по другим сведениям, 1935—1985) — русский поэт и переводчик.

## Биография
Родился в семье участницы[кто?] объединения «Бубновый валет», вырос в лагерях. После службы в армии остался на сверхсрочную, демобилизовался в звании старшины и поселился в Риге.
Всеволод Лессиг - мать его была бубнововалеткой, почему и Л вырос в лагерях. В голоде, холоде, а когда призвали в армию, то так понравилось, что подписал сверхсрочную и дослужился до старшины. Надо же случиться - для стенгазеты к празднику, кажется, к Первому Маю, нужны были стихи. Л передрал не то Безыменского, не то Долматовского, и "опубликовал". Понравилось. Правильная жизнь пошла под откос, Сева увольняется и долгие годы скитается между Москвой и Ригой, без работы, без жилья, без прописки-!
Окончил Латвийский государственный университет им. Петра Стучки (1962). Впоследствии переехал в Москву, работал в редакции газеты «Сельская молодёжь».
Член Союза писателей СССР (1976).

## Поэзия
- Сад-зоосад: Книжка с картинками. Рига, 1972
- Белый свет: Стихи. М., 1972 (Молодые голоса)

## Переводы
- Йонас Калинаускас. Запахи земли (перевод с литовского). Москва: Молодая гвардия, 1981.